# Frederikshavnmotorvejen
Frederikshavnmotorvejen er en motorvej i Jylland, der går fra Bouet ved Nørresundby til Vangen ved Frederikshavn.
Motorvejen er en del af E45. Den har sin nordlige afslutning ved frakørsel 12, Sæby N (180).
E45 fortsætter via færge til Göteborg i Sverige. I Frederikshavn findes tillige færge til Norge og Læsø samt postbåd til Hirsholmene. Det sidste stykke fra frakørsel 12 til Frederikshavn, ca. 4 km, er bygget som 4-sporet hovedlandevej og byzone.
Motorvejens sydlige afslutning er i motorvejskryds Vendsyssel, hvor den sammen med Hirtshalsmotorvejen (E39) og Thistedgrenen (11) bliver til Nordjyske Motorvej.

## Historie
23. september 1985 blev der i Aalborg Hallen afholdt et møde om motorvejene i Nordjylland, hvor blandt andet den daværende trafikminister, Arne Melchior, deltog. Ministeren lovede at iværksætte en undersøgelse om nye højklassede veje fra Aalborg til Frederikshavn og Hirtshals.
I 1987 udkom så rapporten Højklassede vejforbindelser nord for Limfjorden, der havde undersøgt flere linjeføringer. Rapporten pegede på to mulige linjeføringer: en Y- og en V-løsning. Y-løsningen som en samlet motorvejsstrækning på 15-25 km fra Nørresundby mod nord, hvorefter vejene delte sig til henholdsvis Frederikshavn og Hirtshals. V-løsningen derimod delte sig allerede ved Nørresundby og fulgte de eksisterende E39 og E45.
V-løsningen består af henholdsvis 47 km motorvej fra Vodskov til Frederikshavn og 65 km motorvej fra Nørresundby til Hirtshals. Strækningen til Vodskov var allerede åbnet som motorvej i 1971, sammen med åbningen af en tosporet motortrafikvej frem til vejen mod Langholt. På stykket mellem denne vej og Kinderup blev den oprindelige hovedvej omlagt til en nyanlagt tosporet motortrafikvej frem til vejen mod Lyngdrup, som blev åbnet omkring 1988. Denne tosporede vej indgik sammen med resten af den tosporede vej fra Vodskov i den nye motorvej, som man bare anlagde ved et ekstra spor ved siden af det gamle.
V-løsningen blev valgt, da den ville stimulere erhvervsudviklinger i fx Dronninglund, Hjallerup, Sæby, Brønderslev og Vrå bedst muligt. Desuden pegede Miljøministeriet også på denne løsning.
7. december 1988 blev projekteringsloven for V-løsningen (Lov om visse hovedlandevejsstrækninger) vedtaget i Folketinget. Projekteringsloven åbnede dog for at vejene i første omgang kun ville blive anlagt som 2-sporede motortrafikveje, hvilket godt ville kunne klare trafikken de første år, men da prisen herfor og prisen for senere udbygning til motorveje oversteg 20 % af anlægsprisen for at anlægge vejene som motorvej fra start, blev det sidste valgt.
2. maj 1990 blev anlægsloven (Lov om visse hovedlandevejsstrækninger) vedtaget i Folketinget, og passagen af Jyske Ås blev fastlagt i Lov om ændring af lov om visse hovedlandevejsstrækninger af 1. juni 1994.
Anlægsarbejderne begyndte i marken i efteråret 1993 og strækningen mellem Sæby og Frederikshavn blev åbnet for trafik den 25. oktober 1996, sammen med den tilsvarende strækning på Hirtshalsmotorvejen, mellem Bjergby og Hjørring Syd.
I efteråret 1995 begyndte anlægsarbejdet på etapen fra Vodskov til Jyske Ås, og i efteråret 1997 var det arbejdet på den resterende strækning mellem Jyske Ås og Sæby, der begyndte. Vodskov-Jyske Ås åbnede for trafik 17. oktober 1999 og Jyske Ås-Sæby den 7. oktober 2000.
| Frederikshavnmotorvejens etaper | Frederikshavnmotorvejens etaper | Frederikshavnmotorvejens etaper | Frederikshavnmotorvejens etaper | Frederikshavnmotorvejens etaper | Frederikshavnmotorvejens etaper | Frederikshavnmotorvejens etaper | Frederikshavnmotorvejens etaper                                      |
| Fra                             | Frakørsel                       | Til                             | Frakørsel                       | Baner                           | KM                              | Åbningsår                       | Bemærkninger                                                         |
| ------------------------------- | ------------------------------- | ------------------------------- | ------------------------------- | ------------------------------- | ------------------------------- | ------------------------------- | -------------------------------------------------------------------- |
| Vangen                          | 12                              | Syvsten                         | 13                              | 4                               | 8,7                             | 1996                            | Åbnede sammen med udvidelsen af landevejen videre til Frederikshavn. |
| Syvsten                         | 13                              | Jyske Ås                        | 15                              | 4                               | 19,0                            | 2000                            |                                                                      |
| Jyske Ås                        | 15                              | Lyngdrup                        | 17                              | 4                               | 12,8                            | 1999                            |                                                                      |
| Lyngdrup                        | 17                              | Vodskov S                       | 19                              | 2→4                             | 6,0                             | 1971/1999                       | Blev kun anlagt som motortrafikvej senere udvidet til en motorvej    |
| Vodskov S                       | 19                              | Bouet                           | Motorvejskryds Vendsyssel E39   | 4                               | 3,6                             | 1971                            |                                                                      |